# Presidenti della Calabria
Dall'istituzione della regione Calabria nel 1970 al 1995 i presidenti venivano eletti dal Consiglio regionale, mentre dal 1995, in seguito alla Riforma amministrativa delle regioni a statuto ordinario del 1995, l'elezione del presidente della Regione avviene per suffragio universale e diretto.

## Funzioni
- Il Presidente della Giunta regionale, fino all'entrata in vigore della legge costituzionale 1/1999[1], era eletto, come gli altri membri dell'organo esecutivo della Regione, dal Consiglio regionale, fra i propri componenti.
- La nuova formulazione dell'articolo 122, quinto comma, della Costituzione stabilisce, invece, che il Presidente della Giunta regionale sia eletto a suffragio universale e diretto e che lo stesso Presidente nomini e revochi gli altri componenti della Giunta. La stessa norma costituzionale prevede che lo statuto di ciascuna Regione possa derogare al sistema dell'elezione diretta, ripristinando l'elezione consiliare, ma, a tutt'oggi, nessuna Regione s'è avvalsa di tale facoltà.
- La Giunta regionale della Calabria ha sede nella città di Catanzaro, capoluogo della Regione.

## Elenco
| Nº                            | Presidente    | Presidente       | Presidente                                    | Partito                                    | Composizione     | Composizione                                 | Mandato          | Mandato             | Legislatura    |
| Nº                            | Presidente    | Presidente       | Presidente                                    | Partito                                    | Composizione     | Composizione                                 | Inizio           | Fine                | Legislatura    |
| ----------------------------- | ------------- | ---------------- | --------------------------------------------- | ------------------------------------------ | ---------------- | -------------------------------------------- | ---------------- | ------------------- | -------------- |
| 1                             |               |                  | Antonio Guarasci (1918-1974)                  | Democrazia Cristiana                       |                  | Centro-sinistra "organico" (DC-PSI-PSDI-PRI) | 9 giugno 1970    | 2 ottobre 1974 †    | I (1970)       |
| 2                             |               |                  | Aldo Ferrara (1921-1997)                      | Democrazia Cristiana                       | 2 ottobre 1974   | Centro-sinistra "organico" (DC-PSI-PSDI-PRI) | 17 giugno 1975   |                     | I (1970)       |
| 3                             |               |                  | Pasquale Perugini (1926-1996)                 | Democrazia Cristiana                       | 17 giugno 1975   | Centro-sinistra "organico" (DC-PSI-PSDI-PRI) | 1º gennaio 1976  | II (1975)           |                |
| (2)                           |               |                  | Aldo Ferrara (1921-1997)                      | Democrazia Cristiana                       | 1º gennaio 1976  | Centro-sinistra "organico" (DC-PSI-PSDI-PRI) | 10 giugno 1980   | II (1975)           |                |
| 4                             |               |                  | Bruno Dominijanni (1922-2004)                 | Partito Socialista Italiano                | 10 giugno 1980   | Centro-sinistra "organico" (DC-PSI-PSDI-PRI) | 14 maggio 1985   | III (1980)          |                |
| 5                             |               |                  | Francesco Principe (1918-2008)                | Partito Socialista Italiano                | 14 maggio 1985   | Centro-sinistra "organico" (DC-PSI-PSDI-PRI) | 30 dicembre 1987 | IV (1985)           |                |
| 6                             |               |                  | Rosario Olivo (1940-)                         | Partito Socialista Italiano                | 30 dicembre 1987 | Centro-sinistra "organico" (DC-PSI-PSDI-PRI) | 7 maggio 1990    | IV (1985)           |                |
| 6                             | 7 maggio 1990 | 1º febbraio 1992 | Rosario Olivo (1940-)                         | Partito Socialista Italiano                | V (1990)         | Centro-sinistra "organico" (DC-PSI-PSDI-PRI) |                  |                     |                |
| 7                             |               |                  | Guido Rhodio (1935-2023)                      | Democrazia Cristiana                       | V (1990)         | Centro-sinistra "organico" (DC-PSI-PSDI-PRI) | 1º febbraio 1992 | 10 agosto 1994      |                |
| 8                             |               |                  | Donato Veraldi (1941-)                        | Partito Popolare Italiano                  | V (1990)         |                                              | PPI-PSI-PDS      | 10 agosto 1994      | 23 aprile 1995 |
| 9                             |               |                  | Giuseppe Nisticò (1941-)                      | Forza Italia                               |                  | Polo per le Libertà (FI-AN-CCD)              | 23 aprile 1995   | 9 maggio 1998       | VI (1995)      |
| 10                            |               |                  | Giovambattista Caligiuri (1944-)              | Forza Italia                               |                  | Polo per le Libertà (FI-AN-UDR)              | 11 agosto 1998   | 22 gennaio 1999     | VI (1995)      |
| 11                            |               |                  | Luigi Meduri (1942-)                          | Partito Popolare Italiano                  |                  | L'Ulivo (DS-PPI-FL-FdV-UDR)                  | 22 gennaio 1999  | 5 maggio 2000       | VI (1995)      |
| Presidenti a elezione diretta |               |                  |                                               |                                            |                  |                                              |                  |                     |                |
| 12                            |               |                  | Giuseppe Chiaravalloti (1934-2025)            | Forza Italia                               |                  | Casa delle Libertà (FI-AN-CDU-CCD-NPSI)      | 5 maggio 2000    | 20 aprile 2005      | VII (2000)     |
| 13                            |               |                  | Agazio Loiero (1940-)                         | La Margherita Partito Democratico          |                  | L'Unione (DS-DL-UDEUR-SDI PRC-IdV-PdCI)      | 20 aprile 2005   | 10 aprile 2010      | VIII (2005)    |
| 14                            |               |                  | Giuseppe Scopelliti (1966-)                   | Il Popolo della Libertà Nuovo Centrodestra |                  | PdL-UdC-NPSI                                 | 10 aprile 2010   | 29 aprile 2014      | IX (2010)      |
| –                             |               |                  | Antonella Stasi (Vicepresidente f.f.) (1966-) | Nuovo Centrodestra                         | 29 aprile 2014   | PdL-UdC-NPSI                                 | 9 dicembre 2014  |                     | IX (2010)      |
| 15                            |               |                  | Mario Oliverio (1953-)                        | Partito Democratico                        |                  | PD-SEL-PdCI-IdV                              | 9 dicembre 2014  | 15 febbraio 2020    | X (2014)       |
| 16                            |               |                  | Jole Santelli (1968-2020)                     | Forza Italia                               |                  | FI-LSP-FdI-UdC                               | 15 febbraio 2020 | 15 ottobre 2020 (†) | XI (2020)      |
| –                             |               |                  | Antonino Spirlì (Vicepresidente f.f.) (1961-) | Lega                                       | 15 ottobre 2020  | FI-LSP-FdI-UdC                               | 29 ottobre 2021  |                     | XI (2020)      |
| 17                            |               |                  | Roberto Occhiuto (1969-)                      | Forza Italia                               |                  | FI-FdI-LSP-CI-UdC                            | 29 ottobre 2021  | in carica           | XII (2021)     |

## Presidenti per durata incarico

### Giunte regionali per durata
| N. | Giunta        | Giorni in carica | Mandato                            |
| -- | ------------- | ---------------- | ---------------------------------- |
| 1  | Oliverio      | 1894             | 9 dicembre 2014 – 15 febbraio 2020 |
| 2  | Chiaravalloti | 1830             | 16 aprile 2000 – 20 aprile 2005    |
| 3  | Loiero        | 1816             | 20 aprile 2005 – 10 aprile 2010    |
| 4  | Dominijanni   | 1799             | 10 giugno 1980 – 14 maggio 1985    |
| 5  | Ferrara II    | 1622             | 1º gennaio 1976 – 10 giugno 1980   |
| 6  | Guarasci      | 1576             | 9 giugno 1970 – 2 ottobre 1974     |
| 7  | Scopelliti    | 1480             | 10 aprile 2010 – 29 aprile 2014    |
| 8  | Occhiuto      | 1388             | 29 ottobre 2021 – in carica        |
| 9  | Nisticò       | 1112             | 23 aprile 1995 – 9 maggio 1998     |
| 10 | Principe      | 960              | 14 maggio 1985 – 30 dicembre 1987  |
| 11 | Rhodio        | 921              | 1º febbraio 1992 – 10 agosto 1994  |
| 12 | Olivo I       | 859              | 30 dicembre 1987 – 7 maggio 1990   |
| 13 | Olivo II      | 635              | 7 maggio 1990 – 1º febbraio 1992   |
| 14 | Meduri        | 451              | 21 gennaio 1999 – 16 aprile 2000   |
| –  | Spirlì (f.f.) | 379              | 15 ottobre 2020 – 29 ottobre 2021  |
| 15 | Ferrara I     | 258              | 2 ottobre 1974 – 17 giugno 1975    |
| 16 | Veraldi       | 256              | 10 agosto 1994 – 23 aprile 1995    |
| 17 | Santelli      | 243              | 15 febbraio 2020 – 15 ottobre 2020 |
| –  | Stasi (f.f.)  | 224              | 29 aprile 2014 – 9 dicembre 2014   |
| 18 | Perugini      | 198              | 17 giugno 1975 – 1º gennaio 1976   |
| 19 | Caligiuri     | 163              | 11 agosto 1998 – 21 gennaio 1999   |

### Presidenti per durata complessiva
| N. | Presidente               | Giorni in carica |
| -- | ------------------------ | ---------------- |
| 1  | Mario Oliverio           | 1894             |
| 2  | Aldo Ferrara             | 1889             |
| 3  | Giuseppe Chiaravalloti   | 1830             |
| 4  | Agazio Loiero            | 1816             |
| 5  | Bruno Dominijanni        | 1799             |
| 6  | Antonio Guarasci         | 1576             |
| 7  | Rosario Olivo            | 1494             |
| 8  | Giuseppe Scopelliti      | 1480             |
| 9  | Roberto Occhiuto         | 1388             |
| 10 | Giuseppe Nisticò         | 1112             |
| 11 | Francesco Principe       | 960              |
| 12 | Guido Rhodio             | 921              |
| 13 | Luigi Meduri             | 451              |
| –  | Antonino Spirlì (f.f.)   | 379              |
| 14 | Donato Veraldi           | 256              |
| 15 | Jole Santelli            | 243              |
| –  | Antonella Stasi (f.f.)   | 224              |
| 16 | Pasquale Perugini        | 198              |
| 17 | Giovambattista Caligiuri | 163              |